# Dorset Council
Dorset Council is een Local Government Area (LGA) in Australië in de staat Tasmanië. Dorset Council telt 7.245 inwoners. De hoofdplaats is Scottsdale.